# USS Gainard (DD-706)
USS Gainard (DD-706) là một tàu khu trục lớp Allen M. Sumner được Hải quân Hoa Kỳ chế tạo trong Chiến tranh Thế giới thứ hai. Nó là chiếc tàu chiến duy nhất của Hải quân Mỹ được đặt theo tên Joseph Gainard (1889-1943), một sĩ quan Hải quân Dự bị từng phục vụ trong cả hai cuộc thế chiến và được tặng thưởng Huân chương Chữ thập Hải quân. Nó đã hoạt động cho đến hết Thế Chiến II, và tiếp tục phục vụ sau đó trong Chiến tranh Lạnh cho đến khi xuất biên chế năm 1971 và bị bán để tháo dỡ năm 1974. Gainard được tặng thưởng danh hiệu Đơn vị Tưởng thưởng Hải quân và một Ngôi sao Chiến trận do thành tích phục vụ trong Thế Chiến II.

## Thiết kế và chế tạo
Gainard được đặt lườn tại xưởng tàu của hãng Federal Shipbuilding and Drydock Company ở Kearny, New Jersey vào ngày 29 tháng 3 năm 1944. Nó được hạ thủy vào ngày 17 tháng 9 năm 1944; được đỡ đầu bởi bà Joseph A. Gainard, vợ góa hạm trưởng Gainard, và nhập biên chế tại New York vào ngày 23 tháng 11 năm 1944 dưới quyền chỉ huy của Trung tá Hải quân Francis J. Foley.

## Lịch sử hoạt động

### 1945
Sau chuyến đi chạy thử máy huấn luyện tại vùng biển Bermuda, Gainard khởi hành từ New York vào ngày 1 tháng 2 năm 1945 để đi sang San Diego, California, rồi tiếp tục hành trình đi Trân Châu Cảng. Nó rời Trân Châu Cảng vào ngày 12 tháng 3, tập trung lực lượng tại Saipan cho chiến dịch đổ bộ tiếp theo lên Okinawa. Trong các ngày 1 và 2 tháng 4, nó hoạt động như một đòn tấn công nghi binh tại bờ biển phía Đông Nam hòn đảo nhằm phân tán sự chú ý của đối thủ, trong khi hoạt động đổ bộ thực sự tiến hành tại bờ biển phía Tây.
Sau đó Gainard hoạt động như một tàu cột mốc radar canh phòng và như tàu dẫn đường máy bay tiêm kích trong suốt trận Okinawa ác liệt; nó có nhiệm vụ phát hiện và cảnh báo sớm các cuộc không kích của đối phương, và dẫn đường cho những máy bay tuần tra chiến đấu trên không (CAP) tiêu diệt những kẻ xâm nhập. Lực lượng CAP được phối thuộc bao gồm trung bình 10 máy bay từ các tàu sân bay suốt từ sáng đến tối, và được trợ giúp bởi một đội dẫn đường tiêm kích trên tàu.
Trong suốt 39 ngày trực chiến như cột mốc radar canh phòng ngoài khơi Okinawa, Gainard đã chỉ huy trong việc tiêu diệt ít nhất 27 máy bay tấn công tự sát Kamikaze đối phương; 5 trong số đó bị bắn rơi bởi hỏa lực phòng không của chính nó. Trong 27 lần, có trên 50 máy bay đối phương đồng loạt tấn công nó và các tàu lân cận; trong đó 17 lần đối phương đã áp sát con tàu ở cự ly gần, và bốn tàu bạn ở lân cận đã bị đánh trúng. Ngoài ra con tàu đã tham gia vào việc phòng không hỗ trợ cho các cuộc đổ bộ lên Iheya Shima, Aguni Shima và Kume Shima. Nó cũng giải cứu đội bay một máy bay tuần tra ném bom hải quân bị hết nhiên liệu phải hạ cánh xuống biển, và dẫn đường cho hai máy bay tuần tra bị hư hại do hỏa lực phòng không đối phương quay trở về căn cứ. Nhiều lần máy bay tấn công tự sát đối phương đã suýt đâm trúng con tàu, nhưng nhờ hỏa lực phòng không chính xác và cơ động hiệu quả đã giúp chiếc tàu khu trục không bị hư hại. Nó đã trực chiến ngoài khơi Okinawa cho đến ngày 1 tháng 7, khi hòn đảo này được tuyên bố chính thức là đã được bình định.
Sau các nhiệm vụ tuần tra và hộ tống vận tải tại khu vực phụ cận Okinawa, Gainard lên đường vào ngày 21 tháng 7 để đi đến Leyte, Philippines, nơi nó được bảo trì, nghỉ ngơi và tiếp liệu. Sau khi Nhật Bản chấp nhận đầu hàng vào ngày 15 tháng 8, nó lên đường hướng sang các đảo chính quốc Nhật Bản, đi đến ngoài khơi đảo Honshū vào ngày 17 tháng 9, nơi nó phục vụ trong vai trò giải cứu không-biển cho đến ngày 21 tháng 2, 1946, khi nó lên đường quay trở về Hoa Kỳ. Về đến San Pedro, California vào ngày 15 tháng 3, nó tiếp tục hành trình đi sang vùng bờ Đông Hoa Kỳ ngang qua kênh đào Panama, đi đến Casco Bay, Maine vào ngày 16 tháng 4.

### 1946 - 1959
Đặt cảng nhà tại Newport, Rhode Island, hoạt động của Gainard trong hai thập niên tiếp theo sau bao gồm chín lượt được cử sang phục vụ cùng Đệ Lục hạm đội trong vai trò chuyên trách chống tàu ngầm; nhiều chuyến đi huấn luyện học viên sĩ quan sang các cảng Bắc Âu; thực hành đổ bộ dọc theo bờ biển Virginia và North Carolina; phục vụ canh phòng máy bay cho các tàu sân bay ngoài khơi Mayport, Florida; và các cuộc tập trận phối hợp cùng Đệ Nhị hạm đội về chiến thuật chống tàu ngầm dọc theo bờ biển Đại Tây Dương và vùng biển Caribe.
Vào tháng 9, 1957, Gainard nằm trong số 150 tàu chiến của sáu nước trong Khối NATO tham gia Chiến dịch Strikeback, một cuộc tập trận cơ động hạm đội phối hợp quy mô lớn trên vùng biển Bắc Đại Tây Dương đến vùng biển tiếp giáp quần đảo Anh, giữa Iceland và quần đảo Faroe, và cho đến biển Na Uy cùng một phần Bắc Hải. Đây là một trong nhiều hoạt động mà con tàu góp phần nâng cao khả năng sẳn sàng chiến đấu nhằm phòng thủ trong giai đoạn căng thẳng của cuộc Chiến tranh Lạnh.

### 1960 - 1970
Lượt phục vụ thứ tám của Gainard cùng Đệ Lục hạm đội từ tháng 8, 1960 đến tháng 2, 1961 bị ngắt quảng bởi sáu tuần thực hành tập trận cùng cùng lực lượng Trung Đông trong Ấn Độ Dương. Rồi trong chuyến đi thứ chín sang Địa Trung Hải từ tháng 2 đến tháng 8, 1962, nó băng qua kênh đào Suez để tập trận trong năm ngày cùng các tàu chiến của Hải quân Iran và Hải quân Hoàng gia Anh, cùng nhiều ngày huấn luyện thực tế trong biển Hồng Hải và vịnh Ba Tư.
Các vai trò quan trọng khác mà Gainard đảm nhiệm bao gồm tàu huấn luyện cho Trường Sonar Hạm đội tại Key West, Florida; tham gia cùng các tàu sân bay Shangri-La (CV-38) và Antietam (CVS-36) trong việc trợ giúp những nạn nhân bị lụt sau cơn bão Carla ngoài khơi bờ biển Texas vào tháng 9-tháng 10, 1961; và tham gia vào lực lượng đặc nhiệm phong tỏa Cuba trong vụ Khủng hoảng tên lửa Cuba vào tháng 11-tháng 12, 1962. Vào tháng 5, 1963, nó đã phục vụ như tàu hỗ trợ tại địa điểm thu hồi cho chuyến bay "Faith 7" đưa phi hành gia Gordon Cooper lên không gian, đây là chuyến bay lên quỹ đạo quanh trái đất cuối cùng của Chương trình Mercury.
Gainard được cho xuất biên chế và rút tên khỏi danh sách Đăng bạ Hải quân vào ngày 26 tháng 2, 1971. Con tàu bị bán để tháo dỡ vào ngày 26 tháng 3, 1974.

## Phần thưởng
Gainard được tặng thưởng danh hiệu Đơn vị Tưởng thưởng Hải quân và một Ngôi sao Chiến trận do thành tích phục vụ trong Thế Chiến II.